# Pieter Isaacsz

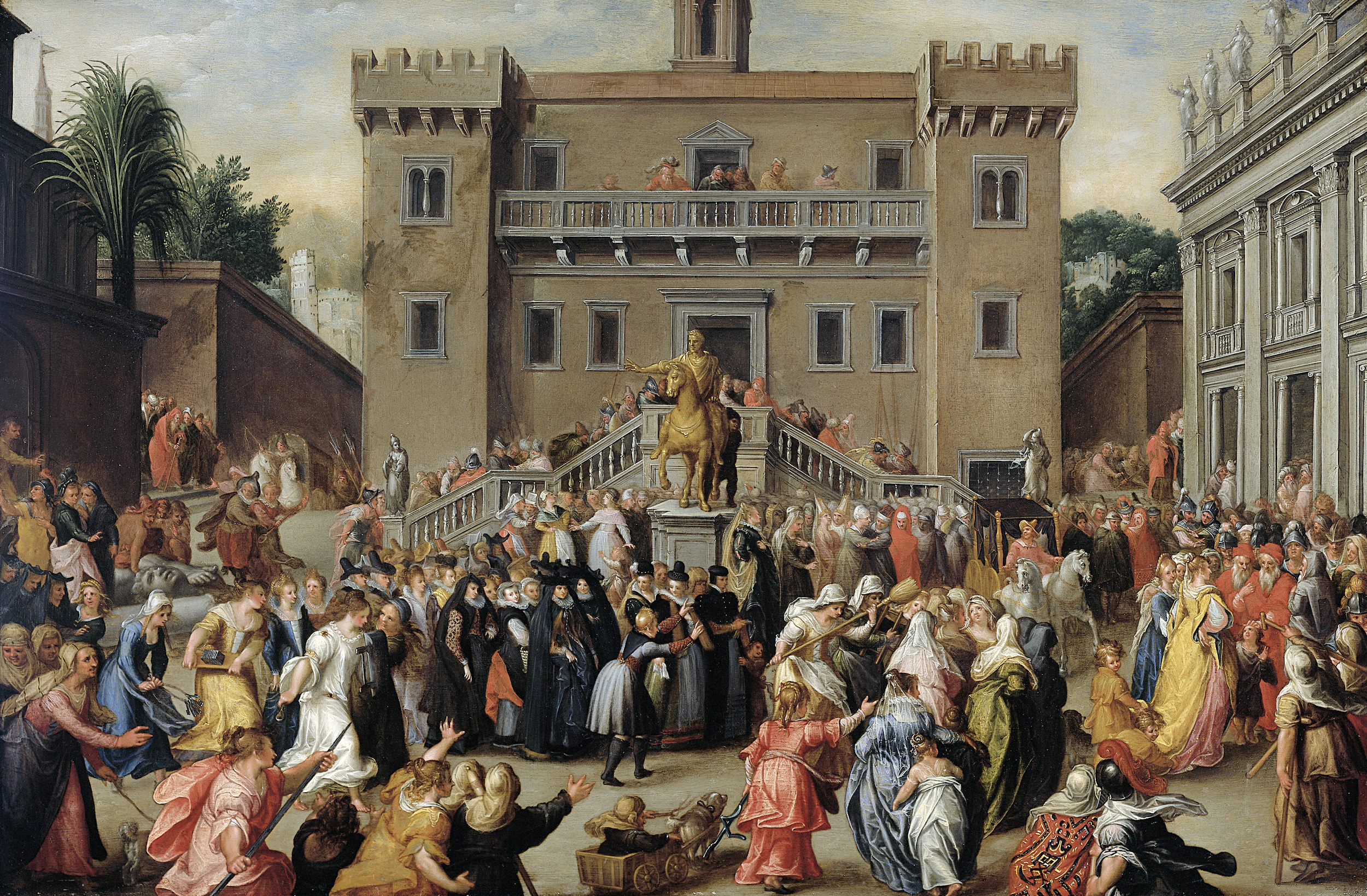
Donne di Roma si radunano al Campidoglio, (1604). La scena rappresenta la reazione delle donne romane alla notizia falsa messa in circolo dal giovane Papirus (visibile sulla destra tra la mamma in giallo e i cardinali in rosso) per cui il senato aveva reso legale la poligamia.

Pieter Isaacsz (Helsingør, 1569 – Amsterdam, 14 settembre 1625) è stato un pittore danese. Ha lavorato come artista nei Paesi Bassi nel Secolo d'oro olandese.

## Biografia

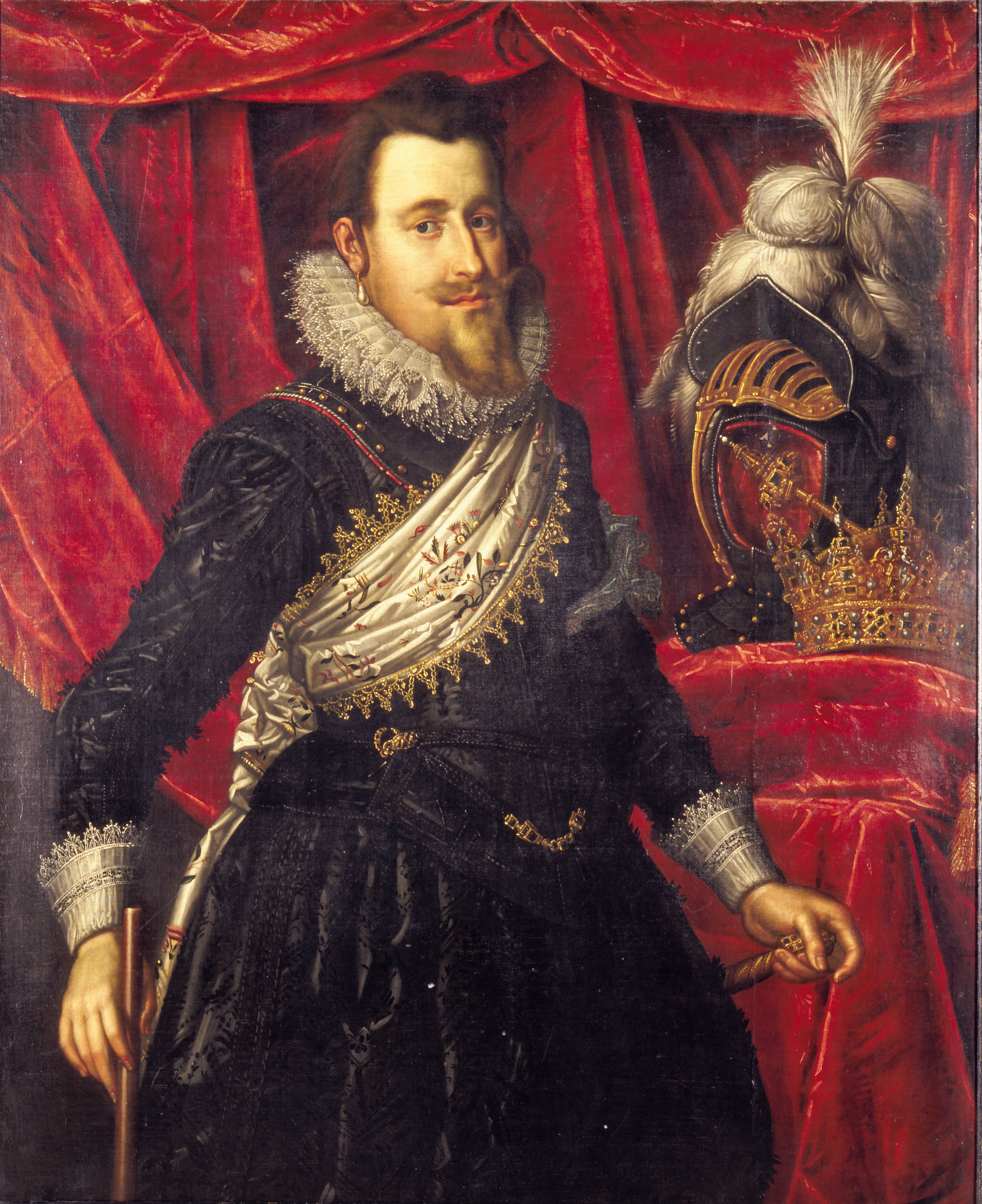
Pieter Isaacsz, Cristiano IV di Danimarca (1611-1616)

Secondo Karel van Mander suo padre era di Haarlem. Isaacsz imparò a dipingere ad Amsterdam come apprendista prima di Cornelis Ketel (per un anno e mezzo) e poi per Hans von Achen. La sua opera più popolare è un dipinto olio su rame che raffigura la reazione delle donne romane alla notizia falsa messa in circolo dal giovane Papirus per cui il senato aveva reso legale la poligamia per gli uomini. Secondo Arnold Houbraken, che erroneamente lo chiama Pieter Fransz, Isaacsz divenne l'insegnante di Adriaen van Nieulandt. Secondo l'Istituto olandese per la storia dell'arte Isaacsz viaggiò più volte in Danimarca, dove forse morì.
È stato il protagonista di una mostra nel Castello di Frederiksborg nel 2007 in quanto autore della maggioranza dei quadri della collezione. Secondo Codart, Isaacsz era un pittore del re danese Cristiano IV di Danimarca ed una a servizio degli svedesi. Sempre secondo Codart morì di peste a Elsinore.